# Tabi (vestuário)

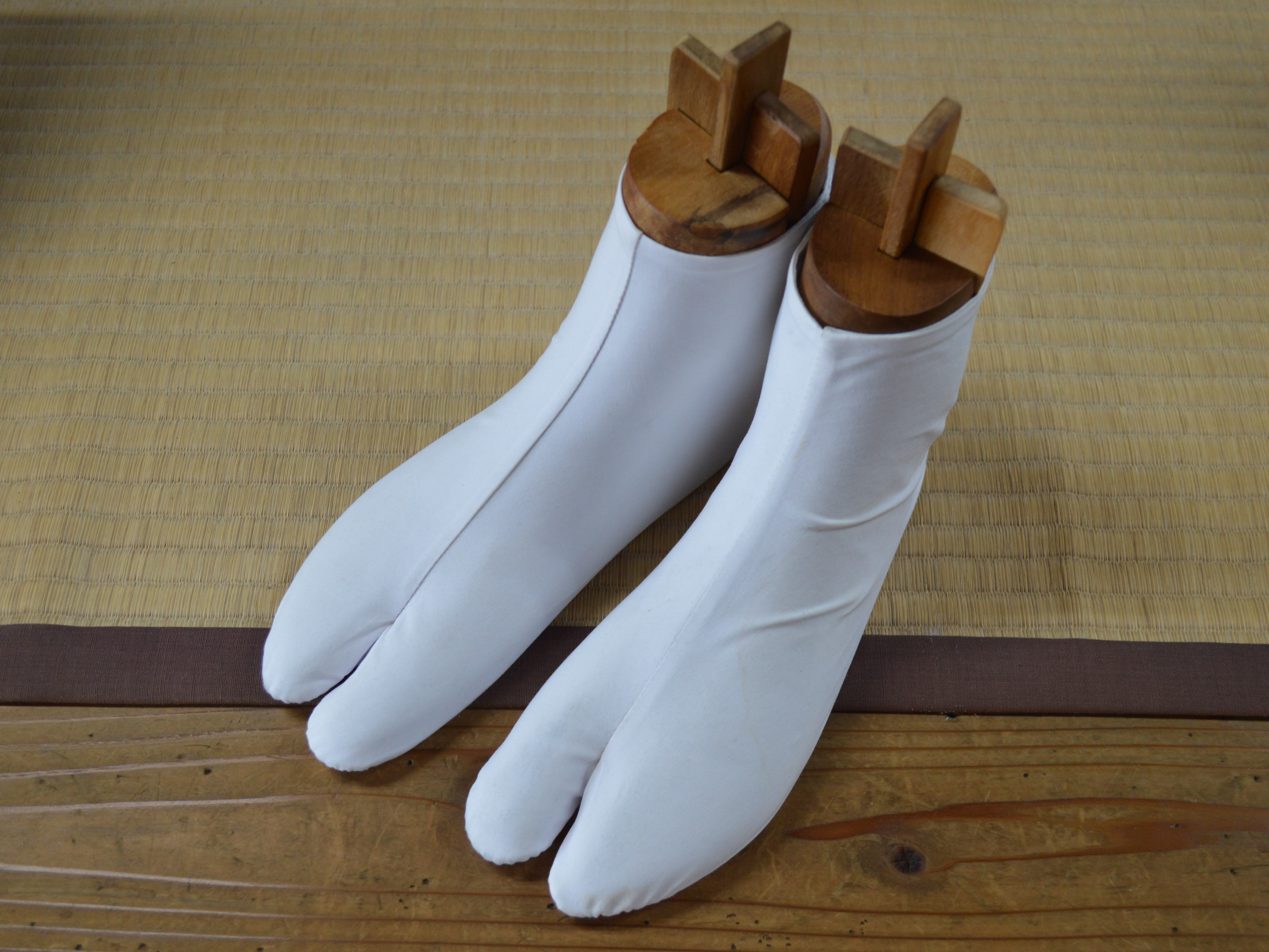
Par de tabi

Tabi (足袋) são meias tradicionais japonesas, usadas com calçados de tiras, que remontam ao século XV. 

## Utilização
Tabi são usados por homens e mulheres com calçados como zori e, por vezes, geta. Tabi deve ser usados com o vestuário tradicional, tal como o quimono. Os tabi têm o dedão do pé dividido dos demais dedos, de modo que possam ser usados facilmente com os calçados de tiras.

## Estilos
A cor mais comum de tabi é o branco. Os tabi brancos são usados em situações formais, tais como cerimônias do chá. Os homens às vezes usam tabi azuis ou pretos para viajar. Também há versões coloridas. Enquanto as meias ocidentais ajustam-se ao pé confortavelmente por causa do elástico entremeado ao tecido, os tabi são costurados a partir de pano cortado para formar. Eles são abertos na parte de trás para ser colocada no e cadarços ao longo da abertura para que possas ser fechados.

## Jika-tabi
Artigo principal: Jika-tabi
Existe um tipo de tabi chamado jika-tabi (地下足袋, tabi que toca o chão). Feito de um material mais pesado, mais duro e, muitas vezes tendo solas de borracha solas, jika-tabi são semelhantes a botas e são um tipo de calçado, para uso externo, em vez de meias. Como outros tabi, jika-tabi são também separam o dedão do pé dos demais dedos.

## Versões modernas
As tabi contemporâneas — meias com uma separação entre o dedo grande do pé e seu vizinho para permitir o uso com calçados de tiras —, também estão disponíveis. Isso reflete o número de pessoas que ainda preferem usar zori e geta, especialmente durante os verões quentes e úmidos do Japão. Um item relacionado são certas meias que têm cinco compartimentos separados; estes são chamados de gohon-yubi no kutsushita (５本指の靴下, five-toe socks) em japonesa.

## Galeria

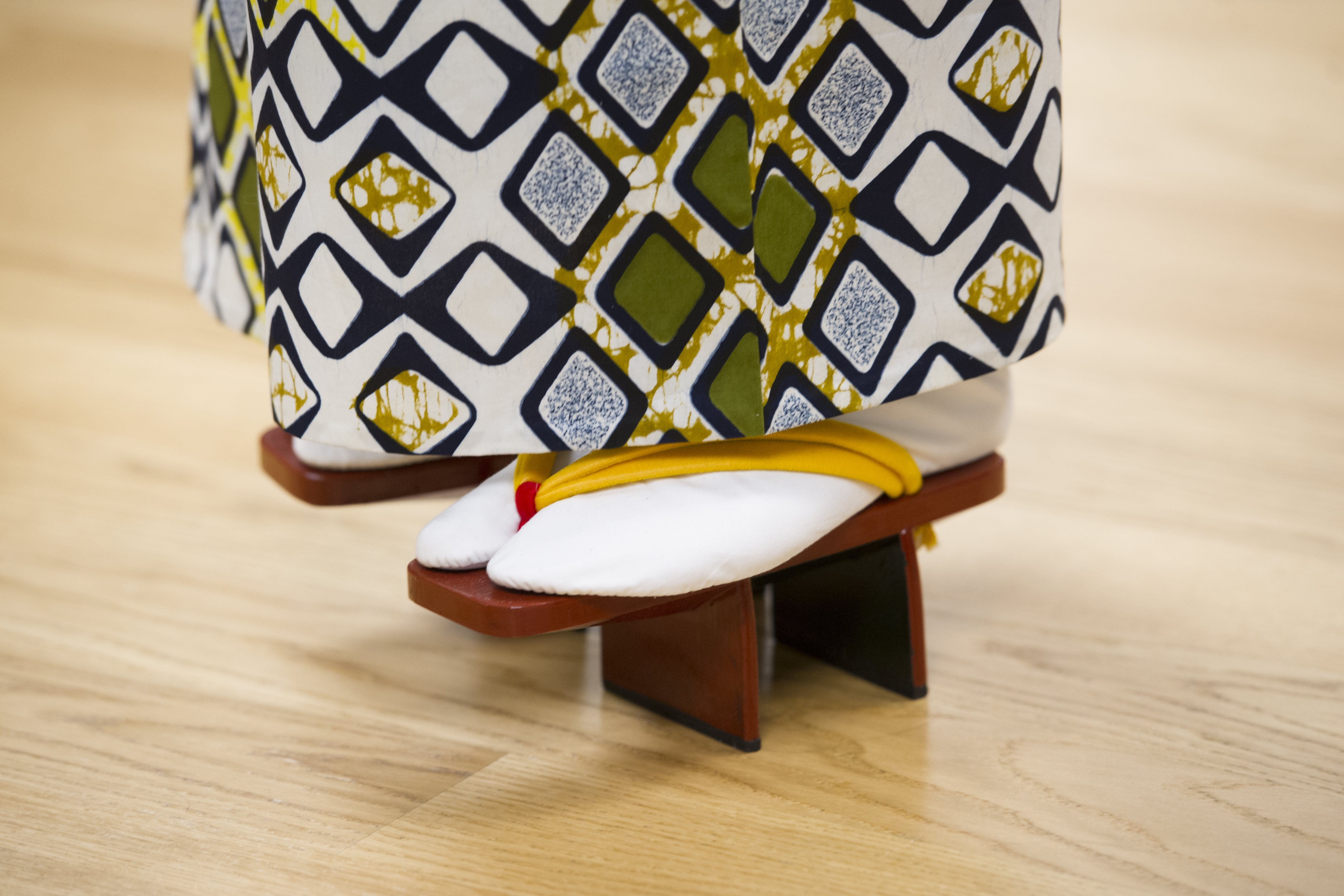
Tabi sendo usadas com o calçado Geta
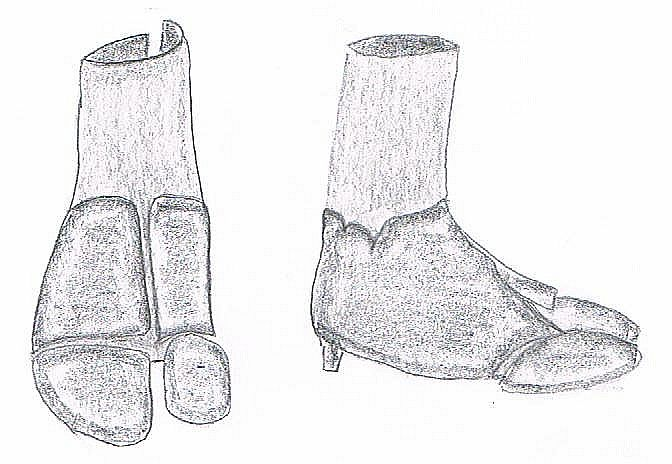
Ilustração de tabi
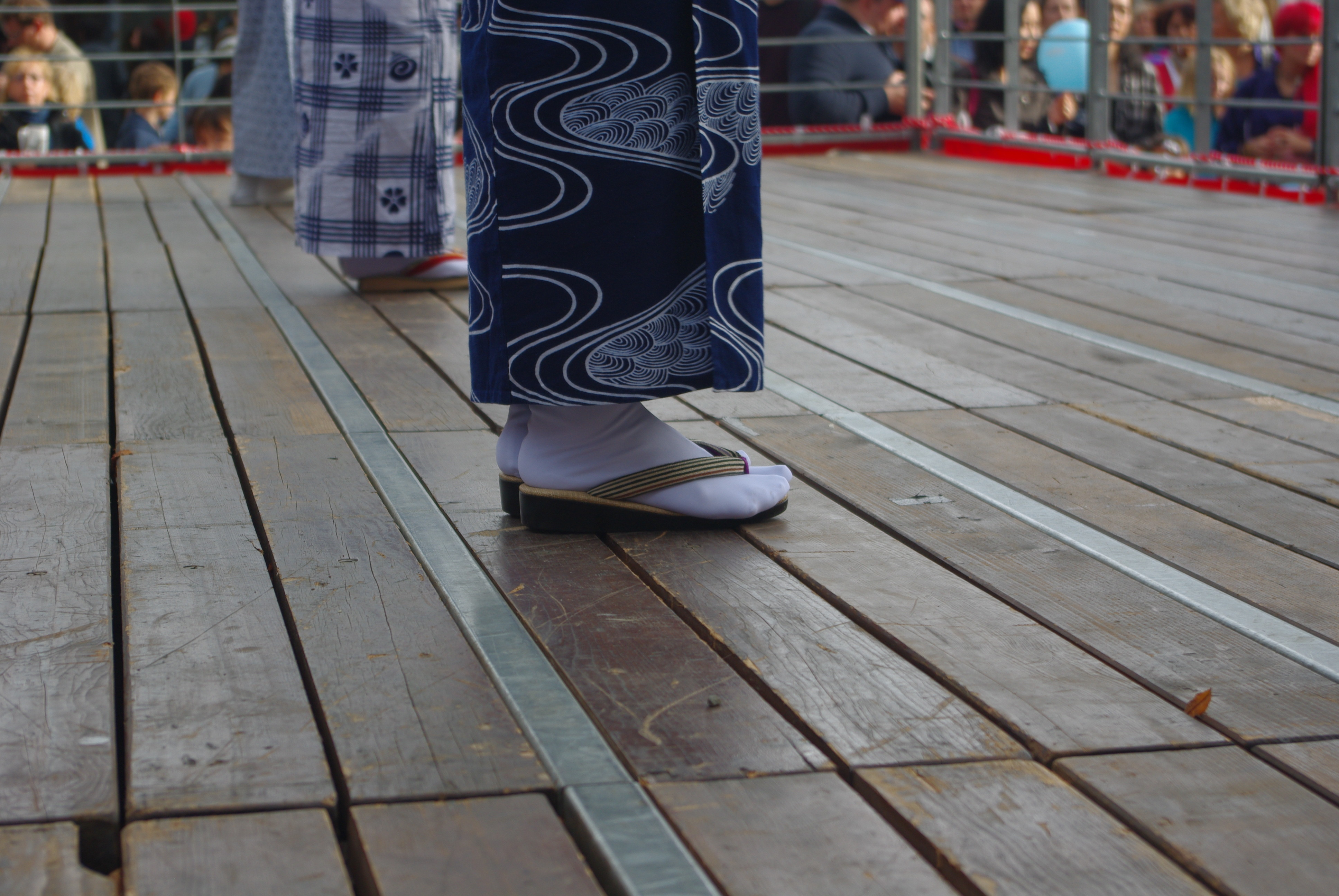
Mulher vestindo tabi
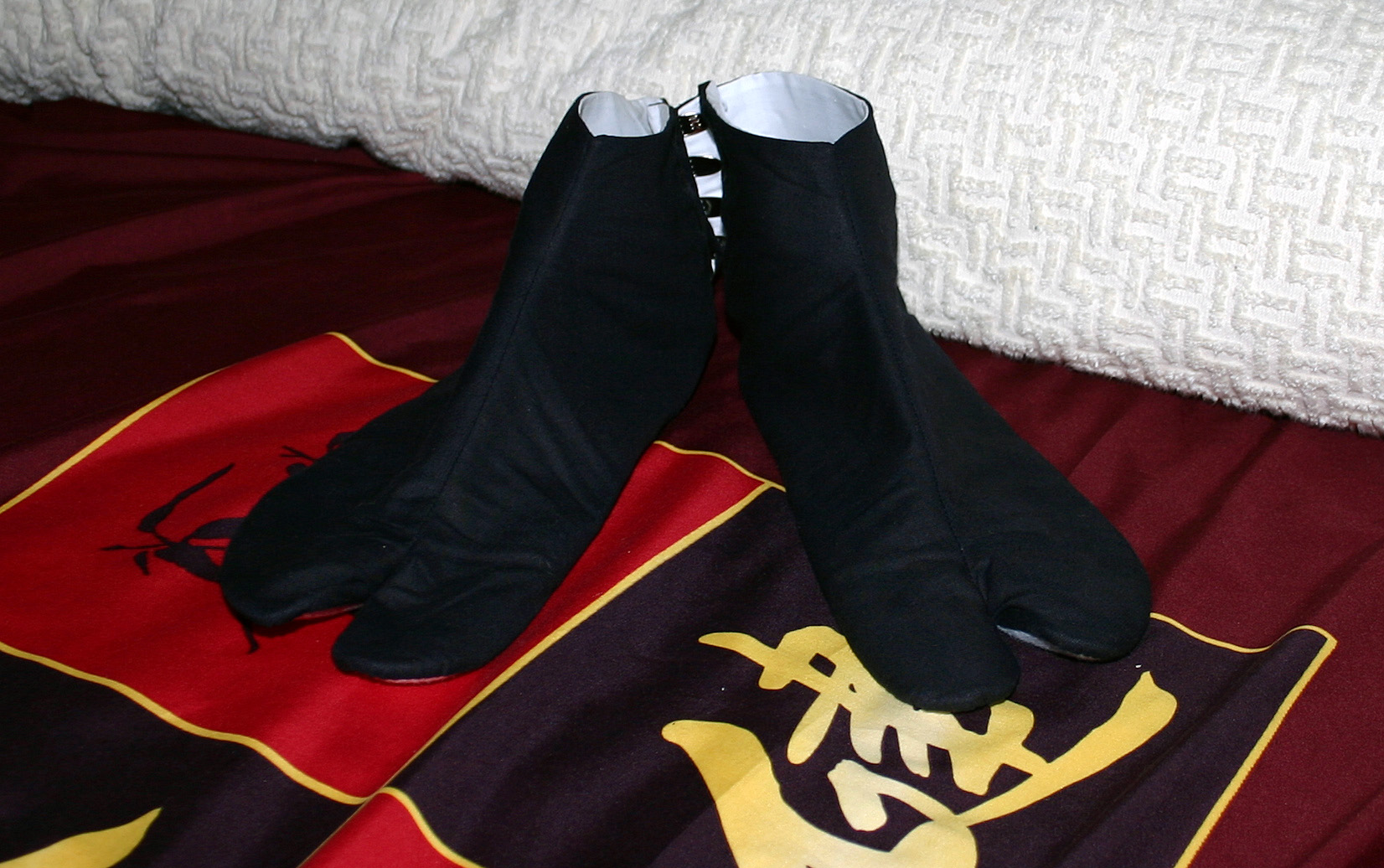
Um par de tabi